# Jack Gold
Jack Gold (Londra, 28 giugno 1930 – 9 agosto 2015) è stato un regista britannico, attivo sia in ambito cinematografico che televisivo.

## Filmografia parziale

### Cinema
- The Visit (1959)
- Living Jazz (1961)
- The Bofors Gun (1968)
- The Reckoning (1969)
- Conflict (1973)
- Who? - L'uomo dai due volti (Who?) (1973)
- L'uomo venerdì (Man Friday) (1975)
- La battaglia delle aquile (Aces High) (1976)
- Il tocco della medusa (The Medusa Touch) (1978)
- Il piccolo Lord (Little Lord Fauntleroy) (1980)
- Intrigo in alto mare (Der Fall Lucona) (1993)

### Televisione
- Happy as Can Be (1959)
- Call the Gun Expert (1964; 6 episodi)
- My Father Knew Lloyd George (1965)
- Black Campus (1967)
- The World of Coppard (1968)
- The Gangster Show: The Resistible Rise of Arturo Ui (1972)
- Stoker Leishman's Diaries (1972)
- The National Health (1973)
- Il funzionario nudo (The Naked Civil Servant) (1975)
- The Sailor's Return (1978)
- Thank You, Comrades (1978)
- L'abbraccio dell' orso (Charlie Muffin) (1979)
- Il piccolo Lord (Little Lord Fauntleroy) (1980)
- Il mercante di Venezia (The Merchant of Venice) (1980)
- Macbeth (1983)
- Good and Bad at Games (1983)
- Red Monarch (1983)
- Praying Mantis (1983)
- The Chain (1984)
- Sakharov (1984)
- Me and the Girls (1985)
- Murrow (1986)
- Fuga da Sobibor (Escape from Sobibor) (1987)
- Stones for Ibarra (1988)
- Il decimo uomo (The Tenth Man) (1988)
- Ball Trap on the Cote Sauvage (1989)
- The Rose and the Jackal (1990)
- The War That Never Ends (1991)
- She Stood Alone (1991)
- Spring Awakening (1994)
- The Return of the Native (1994)
- Heavy Weather (1995)
- Into the Blue (1997)
- Kavanagh QC (1997-2001; 4 ep.)
- Goodnight Mister Tom (1998)
- The Brief (2004; 2 ep.)